# Kaliště, Pelhřimov
Kaliště là một làng thuộc huyện Pelhřimov, vùng Vysočina, Cộng hòa Séc.